# Eduardo Torres
Alan Eduardo Torres Villanueva (* 19. Februar 2000 in Guadalajara, Jalisco), auch bekannt unter dem Spitznamen Lalo, ist ein mexikanischer Fußballspieler, der vorwiegend im Mittelfeld agiert.

## Leben
Der aus dem Nachwuchs des Club Deportivo Guadalajara stammende „Lalo“ Torres erhielt 2019 bei seinem Heimatverein einen Profivertrag und debütierte in der ersten Mannschaft unter Trainer Tomás Boy in einem Spiel um die Copa México. Um weitere Spielpraxis zu sammeln, wurde Torres im Jahr 2020 an das Farmteam Club Deportivo Tapatío ausgeliehen, aber aufgrund seiner überzeugenden Leistungen bereits nach wenigen Monaten in die erste Mannschaft zurückgeholt, wo er seit November 2020 zur Stammformation gehört.